# Antifaschismus

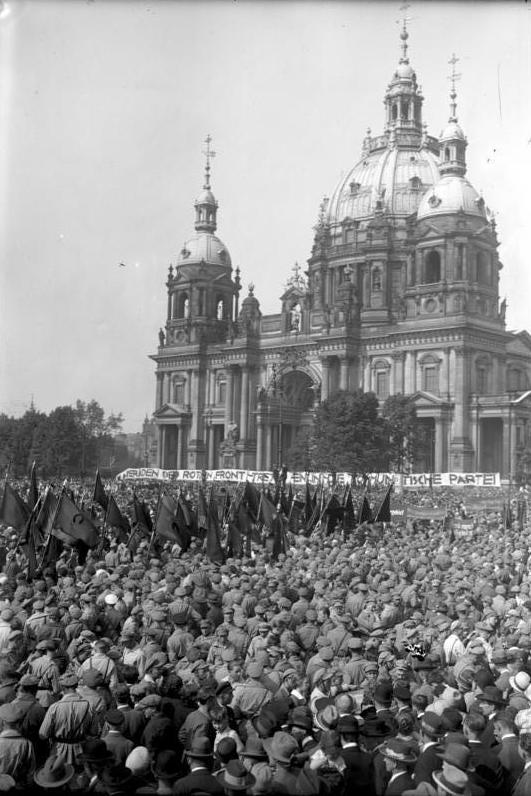
Durch die Kommunistische Partei Deutschlands organisierte Kundgebung des Roten Frontkämpferbundes 1928 in Berlin

Antifaschismus (von griechisch ἀντί antí „gegen“) bezeichnet eine Haltung und soziale Bewegungen, die sich in Theorie und Praxis gegen jede Erscheinungsform von Faschismus wenden. In den realsozialistischen Staaten war Antifaschismus ideologisch eine verordnete Staatsdoktrin.
Der politische Kampfbegriff entstand 1920 als Selbstbezeichnung von Gegnern des Faschismus in Italien und wurde dann auf den aktiven Widerstand gegen den Nationalsozialismus im Deutschen Reich, gegen den Franquismus in Spanien und ähnliche politische Kräfte in Europa und Lateinamerika übertragen. Aus dieser Widerstandspraxis heraus entwickelten sich seit 1922 verschiedene Faschismustheorien, um eine umfassende politische Alternative zum Faschismus zu begründen. Antifaschismus enthält daher gesellschaftsanalytische und handlungsleitende Aspekte, bezeichnet aber keine einheitliche politische Theorie.
Nach einer Definition des Instituts für deutsche Sprache aus dem Jahr 1989 fasst der Ausdruck „ganz allgemein alle gegen den Faschismus sowie gegen neofaschistische und neonazistische Tendenzen gerichteten Kräfte und Bewegungen“ zusammen.

## Geschichte bis 1945

### Italien
Im Jahr 1919 vereinte Benito Mussolini im damaligen Königreich Italien unterschiedliche Gruppierungen zu den Fasci di combattimento. Deren Schwarzhemden gingen im Biennio rosso (1919–1921) mit gezieltem Terror gegen streikende Industriearbeiter, die Partito Socialista Italiano (PSI) und jegliche Opposition vor. Daraufhin entstanden ab 1920 lokale und regionale antifaschistische Gruppen aber auch Selbstschutzgruppen, welche das gesamte politische Spektrum, von Katholiken, Liberalen bis hin zu Sozialisten und Anarchisten, umfassten. 1921 wandelte Mussolini seine Milizbewegung zur Nationalen Faschistischen Partei um. Die erste bewaffnete antifaschistische Organisation entstand 1921 mit dem Kampfbund Arditi del Popolo. Er war offen für Anarchisten, Kommunisten, Sozialdemokraten, Christen und bürgerliche Republikaner. Doch die Führung der PSI und der Partito Comunista Italiano (KPI) lehnten den Bund ab. Er blieb auf einige tausend Mitglieder und einige Städte begrenzt. Dies war die erste Organisation mit explizit antifaschistischem Selbstverständnis. Ihre Anhänger bezeichneten sich als Antifascisti.
Nach dem Marsch auf Rom von 1922, als Mussolini Staatschef und 1925 Diktator wurde, entstand eine antifaschistische Untergrundpresse in Italien. Der Philosoph Benedetto Croce verfasste im März 1925 ein antifaschistisches Manifest, das 40 intellektuelle Gegner Mussolinis unterzeichneten. Darin verteidigte er die liberaldemokratischen Grundwerte Italiens, ohne den Faschismus zu erklären und zum Kampf dagegen aufzurufen. Antifaschisten wie Piero Gobetti und Carlo Rosselli dagegen sahen eine Schwäche und Komplizenschaft der liberalen Elite als wesentliche Mitursache für Mussolinis Sieg. Der Priester Luigi Sturzo hatte 1919 die antikommunistische katholische Partito Popolare Italiano gegründet. Im Exil 1924 verfasste er das Programm Pensiero antifascista, in dem er den Faschismus wie den Stalinismus als Totalitarismus einordnete.
Mussolini ließ 1924 Giacomo Matteotti und weitere politische Gegner ermorden und verbot 1926 alle Oppositionsparteien. Sondergerichte verurteilten 5600 Antifaschisten, etwa 150.000 wurden beobachtet. Rund eine Million Italiener verließen das Land, darunter 15.000 Antifaschisten. Um ihre Kräfte zu bündeln, bildeten Sozialisten, Republikaner und die Italienische Liga für Menschenrechte 1927 im Exil in Frankreich die Dachorganisation Concentrazione Antifascista. Die ebenfalls exilierte KPI lehnte den Beitritt ab. Carlo Rosselli gründete 1928 nach seiner Flucht die Widerstandsgruppe Giustizia e Libertà. Sie konnte nur lose Kontakte zu den in Italien gebliebenen Mitstreitern halten. Deren Widerstandszellen waren klein und isoliert voneinander.
Nach dem Sturz Mussolinis am 25. Juli 1943, der Kapitulation Italiens und dem Einmarsch der Wehrmacht in Italien am 9. September 1943 wuchs der antifaschistische Widerstand (die Resistenza) dort stark an. Daran beteiligten sich auch viele italienische Juden, oft an führender Stelle, die Mussolini zuvor inhaftiert und im Manifest von Verona zu Ausländern und Feinden erklärt hatte.

### Kommunistische Internationale

#### 1919 bis 1929
Die 1919 gegründete Kommunistische Internationale (Komintern) sollte alle seit der Oktoberrevolution entstandenen kommunistischen Parteien ideologisch und praktisch zum Ziel der proletarischen Weltrevolution zusammenschließen. Seit 1922 übertrug sie den Begriff Faschismus auf alle ultranationalistischen oder korporatistisch-autoritären Regimes und Bewegungen in Europa, auch auf den Nationalsozialismus.
Weil Mussolinis Machteroberung anderen faschistischen Bewegungen erheblich Auftrieb gab, behandelte der vierte Weltkongress der Komintern 1922 erstmals das Thema Faschismus. Dieser wurde als internationales Phänomen mit länderspezifischen Ausprägungen betrachtet und analog zum Imperialismus in eine „Niedergangsperiode“ des Kapitalismus eingeordnet, in der die Bourgeoisie ihre Macht auf Kosten der Arbeiterbewegung zu stabilisieren versuche. Merkmale faschistischer Parteien seien brutalster Terror und ein scheinrevolutionäres Programm, das Stimmungen und Interessen breiter Massen geschickt anspreche. Ihre Massenbasis sei das vom Abstieg bedrohte Kleinbürgertum oder der städtische Mittelstand. Man erwartete, faschistische Parteien könnten die politische Führung in weiteren Staaten erlangen, vor allem in Deutschland. Für ihren Aufstieg machte man die Sozialdemokratie verantwortlich, die durch ihre Koalitionen mit bürgerlichen Parteien eine proletarische Einheitsfront verhindere und den Faschisten kleinbürgerliche Wähler zutreibe. Aus der Erkenntnis, dass der Faschismus auch die bürgerliche Demokratie insgesamt angriff, wurde nicht deren praktische Verteidigung gefolgert. Um seiner Machtergreifung zuvorzukommen, sollten die Kommunisten weiterhin eine proletarische Revolution in naher Zukunft vorbereiten.
1923 gründete die Komintern eine „Antifaschistische Weltliga“, die jedoch nur bis März 1924 bestand. Seit 1924 dominierte die Kommunistische Partei der Sowjetunion die Komintern. Schon damals bezeichnete Josef Stalin die Sozialdemokratie als „Flügel des Faschismus“ und als „Zwillingsbruder“ des Nationalsozialismus. Die Komintern förderte nun die Umwandlung ihrer Mitgliedsparteien zu zentral gelenkten Organisationen, die innerparteiliche Kritiker disziplinierten, entmachteten oder ausschlossen (Stalinisierung). Gleichwohl genoss die Sowjetunion in den 1920er Jahren große Sympathien bei westlichen Antifaschisten, weil sie als weltpolitischer Gegenspieler des Faschismus auftrat.

#### 1929 bis 1934
Im Jahr 1929 erlangte Stalin die Alleinherrschaft in der Sowjetunion. Seine Außenpolitik folgte keinem ideologischen Prinzip, sondern suchte Vorteile durch wechselnde Bündnisverträge und spielte Interessen anderer Staaten gegeneinander aus. Dazu ging er ein praktisches Bündnis mit Mussolini ein und verteidigte dessen Angriff auf das Kaiserreich Abessinien. Nun propagierte die Komintern die Sozialfaschismusthese, wonach die Sozialdemokratie als Hauptfeind zu bekämpfen sei. Begründet wurde dies mit der Weltwirtschaftskrise und angeblichen Überfallabsichten der kapitalistischen Staaten auf die Sowjetunion. Deshalb müsse deren Proletariat für die jeweiligen kommunistischen Parteien gewonnen werden. Alle anderen Parteien, die freien Gewerkschaften, der bürgerliche Staat und Parlamentarismus wurden mit dem Faschismus identifiziert. Die zuvor angestrebte Einheitsfront gegen faschistische Kräfte wurde ausgeschlossen. Eine „Einheitsfront von unten“ sollte sozialdemokratische Wähler zu den kommunistischen Parteien hinüberziehen. Damit gab die Komintern den Antifaschismus praktisch auf.
Nach der Machtübergabe an Adolf Hitler (30. Januar 1933) fand vom 4. bis 6. Juni in Paris ein internationaler Kongress mit rund 3500 Antifaschisten statt, der sich mit dem Amsterdamer Friedenskongress (August 1932) von Henri Barbusse und Romain Rolland zum Weltkomitee gegen Krieg und Faschismus (WKKF) vereinte. Initiator der Zusammenführung war der deutsche Komintern-Vertreter Willi Münzenberg. Am Kongress nahmen trotz Verbots auch viele französische Sozialisten teil. Von dem Treffen ging internationaler Protest gegen das NS-Regime aus. Es folgte Münzenbergs folgenreiche Kampagne zum Reichstagsbrand und zum NS-Terror, die mit der Veröffentlichung seines Braunbuchs begann und die Arbeit einer „Internationalen Untersuchungskommission zur Aufklärung des Reichstagsbrandes“ in London umfasste. Hiermit trug Münzenberg zur Ausbildung eines neuen kommunistischen Antifaschismus bei: Lag der Schwerpunkt bis dahin auf klassentheoretischen Analysen des Faschismus und ein scharfer Kampf gegen die als Sozialfaschisten denunzierten Sozialdemokraten im Mittelpunkt, stand nun die Denunzierung der Verbrechen und moralischen Verkommenheit einzelner Nationalsozialisten im Mittelpunkt. Dieser zielte auf ein breiteres Publikum und eine Zusammenarbeit auch mit der demokratischen Linken und prägte das Bild des NS-Regimes auf Jahrzehnte.

#### 1934 bis 1943
Die Sowjetunion blieb 1933 gegenüber der Verfolgung deutscher Kommunisten offiziell neutral und bezeichnete sich nicht als antifaschistisch. Erst unter starkem Druck westeuropäischer Kommunisten gab die Komintern die Sozialfaschismusthese 1934 auf und erlaubte ihren Mitgliedern Bündnisse mit allen antifaschistischen Parteien und Organisationen. Diese Volksfront-Politik begünstigte einen verspäteten Aufschwung des Antifaschismus in Europa, den USA und Lateinamerika. 1935 beim siebten Weltkongress definierte die Komintern unter Georgi Dimitroff den Faschismus an der Macht als „offene, terroristische Diktatur der reaktionärsten, am meisten chauvinistischen, am meisten imperialistischen Elemente des Finanzkapitals“. Diese Formel bezog sich primär auf das NS-Regime, führte dessen Ideologie auf bestimmte sozialökonomische Interessen und deren Träger zurück und grenzte es von der Massenbasis ab. Zugleich forderte die Komintern die deutschen Kommunisten auf, sich in den Massenorganisationen der NSDAP für die alltäglichen Belange der Arbeiter einzusetzen und so eine „Volksregierung“ zum Sturz des NS-Regimes vorzubereiten. Sie sollten eine gemeinsame Basis mit den „nationalsozialistischen Massen“ zur „Einheit und Versöhnung der Völker“ herstellen. Das bedeutete die Abkehr vom gemeinsamen illegalen antifaschistischen Widerstand. Ab 1936 löste die Komintern Münzenbergs antifaschistische Internationale Arbeiterhilfe auf.
Seit dem Hitler-Stalin-Pakt vom August 1939 gab die Komintern auf Befehl Stalins den Antifaschismus vollständig auf und beendete die gemeinsame Volksfrontpolitik gegen das NS-Regime. Sie erklärte die kapitalistischen Staaten (vor allem Großbritannien und die USA) und erneut die Sozialdemokratie zum Hauptfeind und verbot Antifaschisten militärische Aktivitäten und politische Mobilisierung für einen Krieg gegen das NS-Regime. Diesen radikalen Kurswechsel konnten viele Kommunisten nicht mehr mittragen. Erst nach dem deutschen Überfall auf die Sowjetunion im Juni 1941 wurde der Antifaschismus zur Hauptforderung der Komintern, nun als Teilnahme am sowjetischen Befreiungskrieg an der Seite der westlichen Demokratien. Emigrierte deutsche Kommunisten sollten in ihr Land zurückkehren und dort den illegalen Widerstand gegen das NS-Regime neu organisieren. 1943 ließ Stalin die Komintern auflösen, um die Anti-Hitler-Koalition außenpolitisch zu stärken.
Im Jahr 1941 hatten sowjetische Intellektuelle um Ilja Grigorjewitsch Ehrenburg ein Jüdisches Antifaschistisches Komitee gegründet, um Unterstützer für den Krieg gegen Hitlerdeutschland zu gewinnen. Nach Kriegsende verbot Stalin dem Komitee, ein Schwarzbuch der im Holocaust ermordeten sowjetischen Juden zu veröffentlichen. 1948 ließ er das Komitee wegen angeblicher Spionage auflösen und 1952 in der Nacht der ermordeten Dichter einige seiner Vertreter hinrichten.

### Weimarer Republik
Im Ersten Weltkrieg hatte sich die Sozialdemokratische Partei Deutschlands (SPD) in Kriegsunterstützer und Kriegsgegner gespalten. Im Verlauf der Novemberrevolution 1918/19 schlugen antidemokratische Freikorps im Auftrag der SPD-Führung den Januaraufstand in Berlin mit der damit verbundenen Ermordung der KPD-Vorsitzenden Rosa Luxemburg und Karl Liebknecht, in den Folgemonaten auch die Räterepubliken in einigen deutschen Städten mit Massakern an tausenden Menschen nieder. Damit wurde die Spaltung der deutschen Arbeiterbewegung unumkehrbar. Es folgten Verluste der SPD bei den Reichstagswahlen und erheblicher Zulauf für völkische und antisemitische Kräfte.
Beim Kapp-Putsch 1920 versuchten rechtsradikale Teile der Reichswehr erstmals die junge Weimarer Republik zu stürzen. Ein Generalstreik, zu dem entgegen ihrer sonstigen Linie auch die SPD- und Gewerkschaftsführungen aufgerufen hatten, vereitelte den Putsch. Die daran beteiligte Marine-Brigade Ehrhardt wandelte sich nach ihrem Verbot zur illegalen Organisation Consul um und beging Fememorde an politischen Gegnern, die von einer nationalistischen Beamtenschaft und Justiz oft gedeckt wurden. Die 1920 im Münchner Hofbräuhaus gegründete NSDAP vertrat eine Ideologiemischung aus Antisemitismus, Antimarxismus, Rassismus, Militarismus, Nationalismus und Männlichkeitskult. Ihre Strategie, parlamentarische Formen für eine spätere „Machtergreifung“ auszunutzen, und die Methoden ihrer Sturmabteilung (SA) im Straßenterror gegen linksgerichtete Gegner lehnten sich großenteils an die Theorie und Praxis der italienischen Faschisten an. Die SA wuchs von 1930 bis Ende 1932 auf rund 430.000 Mitglieder, mehr als die Hälfte aller NSDAP-Mitglieder.

#### Deutscher Oktober
Die KPD begriff Faschismus nicht als eigenständiges Phänomen gegenüber der bürgerlichen Demokratie, sondern als bloßes Verfalls- und Endstadium des Kapitalismus, dessen Sturz bevorstehe. Deshalb setzte sie Antifaschismus direkt mit Antikapitalismus gleich und versuchte, die Arbeiter für eine Sozialrevolution zu mobilisieren: so 1921 mit der Märzaktion und erneut 1923 während der Ruhrbesetzung und Hyperinflation. Aus der KPD-Linie der Einheitsfront ergab sich ein widersprüchliches Verhalten zur NSDAP: Nach der Hinrichtung von Albert Leo Schlageter (26. Mai) bot die KPD dessen rechtsradikalen Anhängern ein Bündnis an und organisierte gemeinsame Veranstaltungen. Zum 29. Juli rief sie zu einem reichsweiten „Anti-Faszistentag“ auf, um der Putschgefahr von rechts zu begegnen. Ab August sollten Eintritte der KPD in die sächsische und thüringische Landesregierung und Proletarische Hundertschaften einen eigenen Aufstand (Deutscher Oktober) vorbereiten. Die Reichsregierung verhinderte diesen mit der Reichsexekution (21. Oktober) und verbot die proletarischen Hundertschaften landesweit.
Anfang September 1923 hatten sich in der Ordnungszelle Bayern mehrere rechtsradikale paramilitärische Bünde zum Deutschen Kampfbund vereint, um die Demokratie zu stürzen. Nach dem gescheiterten Hitlerputsch vom 9. November 1923 gründeten die Regierungsparteien der Weimarer Koalition 1924 das Reichsbanner Schwarz-Rot-Gold als Schutztruppe gegen antirepublikanische Kräfte von rechts und links. Es wuchs rasch zum größten Wehrverband der Republik (eine Million Mitglieder, 90 % davon SPD-Anhänger), blieb aber defensiv, unbewaffnet und setzte auf Zusammenarbeit mit der Polizei.
Seit dem Hitlerputsch sah auch die SPD-Führung den Nationalsozialismus als Variante des Faschismus. Paul Kampffmeyer warnte, die NSDAP wolle die Demokratie durch eine Diktatur ersetzen und werde von bestimmten Kapitalgruppen gegen die Arbeiter benutzt. Die KPD sehe Antifaschismus nur als Vorbereitung eines revolutionären Umsturzes. Dagegen forderte er einen verfassungstreuen allmählichen Aufbau des Sozialismus. Damals wurde in der SPD die Polemik üblich, die KPD fördere den Rechtsradikalismus und treibe die Arbeiter der NSDAP zu. Beide würden Hand in Hand die liberale Demokratie bekämpfen und letztlich zerstören. Rechtsgerichtete SPD-Vertreter vertraten einen mit faschistischen Ideen verwandten „nationalen Sozialismus“ und strebten eine Zusammenarbeit mit dem „linken“ NSDAP-Flügel an. Die SPD-Führung und Mitgliedermehrheit lehnte diese Position jedoch ab.
Beim Versuch der KPD, den von der Polizei geschützten Aufmarsch des rechtsradikalen Stahlhelms am Deutschen Tag in Halle (11. Mai 1924) zu verhindern, kam es zu gewalttätigen Auseinandersetzungen. Der „Blutsonntag“ von Halle wurde von Forschern der DDR lange irrigerweise als Grund für die Gründung des Roten Frontkämpferbundes (RFB) ausgegeben, wobei es sich allerdings um einen Gründungsmythos handelt. Andere RFB-Gruppen arbeiteten trotz der wechselseitigen Ablehnung ihrer Parteiführungen lokal, regional und in Betrieben mit Reichsbanner-Gruppen zusammen. Der österreichische Sozialdemokrat Julius Deutsch beschrieb diese Kampfbünde und den von ihm selbst gegründeten Republikanischen Schutzbund daher 1926 trotz ihrer verschiedenen Ziele als „antifaschistische“ Organisationen.
Im Jahr der Weltwirtschaftskrise 1929 übernahm die KPD die Sozialfaschismusthese. Diese fand bei vielen KPD-Wählern Zustimmung, weil das Verhalten von SPD-Regierungen sie bestätigte: So verbot Preußens Polizeipräsident Karl Zörgiebel (SPD) 1929 die traditionelle Erster-Mai-Demonstration, ließ die Polizei auf Teilnehmer schießen (Blutmai, 33 Tote), 1200 verhaften, und verbot dann den RFB. Seit November 1929 rief die KPD-Zeitung Die Rote Fahne mit der Parole „Schlagt die Faschisten, wo ihr sie trefft“ zu Gegengewalt gegen den Straßenterror der SA auf. Im Dezember gründete die KPD die Antifaschistische Junge Garde, die die Aktionen des verbotenen RFB fortsetzte. Zugleich unterstützte sie jedoch die Agitation der NSDAP gegen den Young-Plan.

#### Nationale und Eiserne Front

Symbol der Eisernen Front

1930 wuchs die NSDAP sprunghaft zur zweitstärksten Partei nach der SPD. Erst daraufhin definierte die KPD die NSDAP erstmals als Hauptgegner. Einige KPD-Vertreter räumten ein, die Gefahr des Nationalsozialismus unterschätzt zu haben. Im Juli 1930 legte sich die KPD auf Betreiben Stalins auf einen „nationalen“ Kurs anstelle von Klassenkampfparolen fest, um NSDAP-Wähler zu gewinnen. Sie sah schon die Notverordnungen Heinrich Brünings (Deutsche Zentrumspartei) als „Faschismus an der Macht“ und rief zum Kampf gegen die SPD auf, weil diese Brüning stützte. 1931 trat KPD-Führer Heinz Neumann bei NSDAP-Treffen unter anderem mit Joseph Goebbels auf und rief, die Kommunisten wollten keinen „Bruderkampf“ mit den Nationalsozialisten. Zudem unterstützte die KPD einen von NSDAP, DNVP und Stahlhelm eingeleiteten Volksentscheid gegen die SPD-Landesregierung in Preußen. Nur sehr wenige NSDAP-Vertreter traten zur KPD über. Diese gewann zwar bis 1932 etwa 150.000 neue Mitglieder, konnte sie aber kaum integrieren und verlor zugleich ihre Verankerung in den Gewerkschaften. Mit Bezug auf diesen KPD-Kurs setzten führende SPD-Vertreter wie Rudolf Breitscheid, Karl Kautsky, Kurt Schumacher und Otto Wels „Bolschewismus“ (Sowjetkommunismus) und Faschismus öffentlich gleich.
Um den Kampf gegen die „Nationale Front“ zu bündeln, zu der sich NSDAP, DNVP und Stahlhelm im Herbst 1931 zusammengetan hatten, wurde im Dezember 1931 auf Initiative des Reichsbanners Schwarz-Rot-Gold die Eiserne Front gegründet. Die Führung der SPD war anfangs skeptisch, folgte aber dem Druck der Parteimitglieder und übernahm die Führung dieses antifaschistischen Kartells, an dem außerdem die Gewerkschaften und die Arbeitersportvereine beteiligt waren. Der Einfluss blieb auf das sozialdemokratische Milieu beschränkt. Zwar versuchte die Eiserne Front der emotionalen Propaganda der Nationalsozialisten eine eigene Symbolik entgegenzusetzen: Man bildete so genannte Hammerschaften als Gegengewicht zur SA, grüßte sich mit „Frei Heil!“ und entwickelte ein eigenes Symbol, die Drei Pfeile. Die Führung der SPD blieb aber bei ihrem wenig zündenden Versammlungsstil, sie verbot ihren Mitgliedern auch, Hakenkreuz-Graffiti mit den drei Pfeilen zu übermalen, weil das illegal war und befürchtet wurde, sich damit lächerlich zu machen. Gleichwohl wurden die drei Pfeile ein Symbol des Antifaschismus. Während die Eiserne Front als paramilitärische Formation nur dem Namen nach existierte, war sie als Wahlvehikel ziemlich erfolgreich. Die Popularität der Eisernen Front veranlasste die KPD ein Jahr später die Antifaschistische Aktion zu gründen. Gegen den Terror der SA richtete die Eiserne Front nichts aus, gegen den Preußenschlag, mit dem die sozialdemokratisch geführte Landesregierung in Preußen im Juli 1932 staatsstreichartig abgesetzt wurde, wurde sie nicht mobilisiert. Nach der Zerschlagung der Gewerkschaften durch die Nationalsozialisten am 2. Mai 1933 löste sie sich auf.
Zu den intellektuellen Warnern vor dem Nationalsozialismus gehörten Lion Feuchtwanger, Fritz Gerlich („Der Gerade Weg“ 1930 ff.), George Grosz, Emil Julius Gumbel („Laßt Köpfe rollen – Faschistische Morde 1924–1931“), John Heartfield, Konrad Heiden, Theodor Lessing, Hans Litten, Carl von Ossietzky und Kurt Tucholsky. Erich Mühsam hatte schon 1926 in seiner Zeitschrift Fanal zur „Einheitsfront aller antifaschistischen Kräfte“ aufgerufen. 1929 warnte er, das Dritte Reich werde Massenmorde, Pogrome und Plünderungen zum Recht machen. Im Juni 1932 forderte auch der Internationale Sozialistische Kampfbund (ISK) mit einem Dringenden Appell eine „antifaschistische Einheitsfront“ der Linksparteien und Einheitslisten, um der „entsetzlichen Gefahr der Faschisierung“ zu begegnen. Zu den Unterzeichnern gehörten zahlreiche Prominente. Der KPD-Vorsitzende Ernst Thälmann, der SPD-Vorsitzende Otto Wels und Theodor Leipart (Allgemeiner Deutscher Gewerkschaftsbund) schwiegen dazu. Die SPD-Führung verbot ausdrücklich Listenverbindungen auch auf unterer Ebene. Die SPD-Gewerkschaften sahen „für Einigungsversuche keine Erfolgsmöglichkeiten“.

#### Gründung der Antifaschistischen Aktion

Historisches Logo der Antifaschistischen Aktion 1932

1932 bildeten KPD- und SPD-Anhänger vielfach gemeinsame Häuserschutzstaffeln gegen nationalsozialistische Übergriffe auf Arbeiterviertel und Versammlungen. Ebenso sollte verhindert werden, dass die SA einzelne Leute aus ihren Häusern entführen, einschüchtern und misshandeln kann. Am 25. Mai 1932 nutzte Roland Freisler für die NSDAP-Fraktion im Preußischen Landtag eine Geschäftsordnungsdebatte, um außerhalb der Tagesordnung Anträge für die Einsetzung von Untersuchungsausschüsse zu stellen. Die Ausschüsse sollten sich mit „erhobenen und persönlichen und materiellen“ Beschwerden gegen die preußische Polizei sowie mit einem laufenden Strafverfahren gegen Nationalsozialisten beschäftigen, denen der Mord an mehreren Arbeitern vorgeworfen wurde, u. a. den Bruder des ebenfalls im Preußischen Landtag sitzenden sozialdemokratischen Abgeordneten Fritz Fries. Nach den Erwiderungen von Ernst Heilmann für die SPD- und Wilhelm Kube für die NSDAP-Fraktion drangen Mitglieder der NSDAP und der KPD jeweils zum Rednerpult vor auf dem Wilhelm Pieck die Position der Kommunisten vortrug. Die anschließende Saalschlacht zwischen Nationalsozialisten und Kommunisten, bei der mehrere kommunistische wie sozialdemokratische Abgeordnete teils schwer verletzt wurden, hatte den Abbruch der Sitzung zur Folge. Die Saalschlacht war Auslöser für die Gründung der Antifaschistischen Aktion durch die KPD. Alle deutschen Arbeiter sollten selbständige, lokale Selbstschutzeinheiten bilden. Diese im Juni 1932 von der KPD ausgerufene antifaschistische Einheitsfront wurde von der SPD abgelehnt und blieb in der Reichstagswahl Juli 1932 weitgehend folgenlos. Der Aufruf war als Konkurrenz zur Eisernen Front gedacht. Ein „Reichseinheitskongress“ mit 1550 Delegierten in der Alten Philharmonie, darunter nach KPD-Angaben auch 132 SPD-Vertretern, beschloss am 10. Juli 1932 ein „Kampfgelöbnis“ und beschwor den „geschlossenen roten Massenselbstschutz der Arbeiter, Erwerbslosen und Werktätigen in ganz Deutschland“, ohne diesen zu organisieren. Der Aufruf sollte SPD-Anhänger, aber auch NSDAP-Wähler bei der Reichstagswahl Juli 1932 für die KPD gewinnen. Diese hielt jedoch gemäß den Vorgaben der Komintern die Sozialfaschismusthese fest. Die SPD-Führung lehnte die Aktion daher als gegen ihre Partei gerichtet ab. Nur auf lokaler und regionaler Ebene kam es zu gemeinsamen antifaschistischen Aktionen, vor allem bei unabhängigen oder von SPD und KPD ausgeschlossenen Kommunisten, Sozialdemokraten und Anarchisten.
An der Basis wurde der KPD-Aufruf als „strategische Wende“ gegen den nationalsozialistischen Hauptfeind begeistert begrüßt. Wegen ihrer Tolerierungspolitik verlor die SPD bis 1932 zwei Millionen Wählerstimmen, die meist zur KPD überliefen. Selbst nach dem verfassungswidrigen Preußenschlag am 20. Juli 1932 lehnte die SPD den Einsatz der Eisernen Front, Aufrufe zur Befehlsverweigerung an die Polizei Preußens und zum Generalstreik ab und beschränkte sich auf eine Verfassungsklage, die erfolglos blieb. Goebbels sah diesen Verzicht auf Widerstand als ausschlaggebend für den Sieg der Nationalsozialisten.
Nur die Kleinparteien SAPD, Kommunistische Partei-Opposition (KPO), Leninbund, Linke Opposition der KPD, Gruppe Funke und andere strebten eine wirksame antifaschistische Einheitsfront aller Linken zum Schutz der Weimarer Republik an. Sie folgten damit den präzisen, im Kern übereinstimmenden Faschismusanalysen von August Thalheimer und Leo Trotzki: Einmal an der Macht, werde die NSDAP sämtliche Organisationen der Arbeiterbewegung zerschlagen und vernichten und sie damit um 100 Jahre zurückwerfen. Deshalb müssten alle Linksparteien gemeinsame, bewaffnete Aktionsausschüsse zum Schutz ihrer Organisationen bilden und bei faschistischen Angriffen füreinander eintreten. Jedoch waren Thalheimer und Trotzki seit dem Scheitern des Deutschen Oktobers 1923 ihrerseits zerstritten, so dass ihre Kleinparteien organisatorisch getrennt blieben. Die dem Anarchosyndikalismus der FAUD nahestehende Jugendgruppe Schwarze Scharen setzte dem Straßenterror der SA kreative Widerstandsformen entgegen. Ihre wenigen Anhänger stellten in manchen Städten die wichtigste antifaschistische Gruppe. Als im Mai 1932 Explosivstoffe bei einigen Mitgliedern entdeckt wurden, wurde sie verboten.
Nach damaligen Zählungen starben von 1930 bis 1932 bei den Straßenkämpfen 143 Nationalsozialisten und 171 Kommunisten.

### Deutsches Reich 1933–1945
Große Teile des Bürgertums befürworteten die Machtübergabe an Adolf Hitler im Januar 1933 und die meisten Schritte des NS-Regimes zur Durchsetzung der Diktatur. Unmittelbar nach dem „Tag der nationalen Arbeit“ am 1. Mai 1933 folgte die Zerschlagung der Gewerkschaften. Die von der NSDAP propagierte „Volksgemeinschaft“ bildete sich schicht- und milieuübergreifend heran, so dass Zeithistoriker heute von einer Konsens- und Zustimmungsdiktatur sprechen.
Die Kommunisten hatten schon seit Ende der 1920er Jahre ein temporäres antikommunistisches terroristisches Regime erwartet, sich auf Parteiverbote und Verfolgung vorbereitet und Strukturen für eine Weiterarbeit im Untergrund aufgebaut. Das NS-Regime fürchtete die KPD als entschlossensten Gegner und verbot sie darum zuerst, brachte etwa die Hälfte ihrer 360.000 Mitglieder in Konzentrationslager und ermordete etwa 25.000 davon. Darauf übten im Deutschen Reich nur noch isolierte Kleingruppen antifaschistischen Widerstand. Dennoch bildeten sich immer wieder neu Widerstandszellen, die sich zu vernetzen versuchten. Die Rote Kapelle bezog 1942 auch bürgerliche Kräfte ein. Eine KPD-Zelle um Anton Saefkow und Franz Jacob trat 1944 in Kontakt mit den Verschwörern um Claus Schenk Graf von Stauffenberg, mit den Sozialdemokraten Adolf Reichwein und Julius Leber. Auch die SPD beschränkte sich nach ihrem Verbot und dem Abreißen ihrer Auslandsverbindungen auf eine „Strategie des Überlebens“.
Die SPD-Führung im Exil Sopade behielt die Abgrenzung von Kommunisten bei und setzte diese weiterhin mit den Trägern des Nationalsozialismus gleich. 1934 milderte sie im Prager Manifest zwar ihren antikommunistischen Kurs und erklärte die Einigung der Arbeiterklasse zum historisch auferlegten Zwang, verbot aber zugleich alle Vereinbarungen mit Kommunisten über ein gemeinsames Handeln gegen das NS-Regime. Auch die von der SPD beeinflusste Sozialistische Arbeiterinternationale (SAI) lehnte anders als z. B. die italienischen oder französischen Sozialisten weiter jede Zusammenarbeit mit Kommunisten ab und verbot ihren Mitgliedsparteien jede Beteiligung am WKKF, in dem Kommunisten führend mitarbeiteten.
Die Brüsseler Konferenz der KPD bekräftigte 1935 den Volksfrontkurs der Komintern. Im selben Jahr trafen sich führende Kommunisten, Sozialdemokraten, Sozialisten und Linksliberale in Paris zur Vorbereitung eines Volksfrontausschusses im Lutetia-Kreis. Dort übernahm der Schriftsteller Heinrich Mann den Vorsitz. In Deutschland bildete sich daraufhin eine kleine, von Sozialdemokraten dominierte Deutsche Volksfront. Sie lehnte es jedoch ab, mit der KPD-Führung zusammenzuarbeiten und von ihr unterstützt zu werden. 1938/39 zerschlug die Geheime Staatspolizei (Gestapo) die Gruppe.
Viele damalige Hitler- und NS-Gegner, die zu keiner Linkspartei gehörten und sich nicht als „Antifaschisten“ bezeichneten, werden heute zum antifaschistischen Widerstand gezählt: zum Beispiel die Edelweißpiraten, Helfer für verfolgte Juden, Partisanengruppen in vom NS-Regime besetzten Gebieten, die Teilnehmer des Februarstreiks 1941 in den Niederlanden, der jüdische Widerstand, etwa die Jüdische Kampforganisation beim Aufstand im Warschauer Ghetto und Aufständische in den nationalsozialistischen Vernichtungslagern.
Einige prominente Künstler und Schriftsteller stellten ihr Schaffen schon seit den 1920er Jahren in den Kontext eines internationalen Antifaschismus und Antimilitarismus. Sie gehörten seit 1933 zu den Verfolgten des NS-Regimes. Wer in Deutschland oder davon besetzten Gebieten Europas blieb, wählte oft die „innere Emigration“, um zu überleben. Hingegen traten viele ins Ausland geflohene Künstler für eine vom „Prinzip antifaschistischer Solidarität“ getragene kämpferische Kunst ein. „Kunst und Literatur im Exil“ wird darum bis heute als „antifaschistisch“ eingeordnet. Bekannte Werke deutscher Antifaschisten waren etwa Lion Feuchtwangers Die Geschwister Oppermann (1933) und Exil (1940), Bertolt Brechts Furcht und Elend des Dritten Reiches (1937 ff.), Der aufhaltsame Aufstieg des Arturo Ui (1941) sowie die Romane Das siebte Kreuz (1942) und Transit (1944) von Anna Seghers. In der deutschen Nachkriegszeit wurden diese Autoren gegensätzlich rezipiert. Heute gehören viele antifaschistische Werke zur anerkannten deutschsprachigen Literatur und europäischen Kultur.

### Frankreich
In Frankreich bestand seit 1898 die katholisch-monarchistische Action française mit Merkmalen des Faschismus, nach dem Ersten Weltkrieg ergänzt durch die an Italiens Faschisten angelehnte Partei Faisceau, die bäuerlichen Comités de défense paysanne, den Kriegsveteranenverband Croix de Feu, den Jugendverband Jeunesses patriotes und die Nationale Union der Kriegsteilnehmer. In den 1920er Jahren bildeten sie ein Aktionsbündnis namens Front National. Bei den Unruhen vom 6. Februar 1934 marschierten sie gemeinsam zum Sitz der Nationalversammlung in Paris, um die neue Mitte-links-Regierung von Édouard Daladier zu stürzen. Bei einer blutigen Straßenschlacht mit der Polizei wurden bis zu 25 Marschteilnehmer getötet und über 2000 verletzt. Daraufhin trat Daladier zurück. Gegen die folgende Mitte-rechts-Koalition, die die Faschisten einband, einigten sich alle linken und bürgerlichen Parteien und Gewerkschaften auf einen Generalstreik, der am 12. Februar stattfand. Daraus ging das Volksfrontbündnis zwischen SFIO (Sozialisten), KPF, einer linksliberalen Partei und den Anarchisten hervor. Dieses gewann die Parlamentswahlen im Mai 1936, der Sozialist Léon Blum wurde Premierminister.
Nachdem Deutschland Frankreich 1940 im Westfeldzug besiegt hatte, konzentrierten sich französische Antifaschisten auf den Kampf gegen das von den Nationalsozialisten abhängige Vichy-Regime und die deutsche Besetzung. Dabei spielten auch patriotische Motive eine starke Rolle, da Frankreich zuvor eine demokratische Tradition und nichtfaschistische Vorkriegsregierungen gehabt hatte.

### Großbritannien
In Großbritannien entstanden 1920 die Imperial Fascist League und die British Fascisti. Sie blieben jedoch klein und bedeutungslos. 1931 gründete Oswald Mosley die faschistische New Party, die von Beginn an starkem antifaschistischem Widerstand ausgesetzt war. Daran beteiligten sich auch viele Anhänger der Labour Party und des Trades Union Congress, obwohl deren Führungen antifaschistische Gewalt ablehnten.
1933 gründete Mosley die British Union of Fascists (BUF). Deren erstes Treffen am 30. April 1933 störten tausende britische Juden aus dem Londoner West End erfolgreich. Zur Selbstverteidigung bildeten sie die Zionist League of Jewish Youth und die Jewish United Defense Association. Das 1936 von jüdischen Veteranen gebildete Ex-Servicemen's Movement against Fascism (EMAF) dagegen strebte an, den britischen Faschismus in seinen Kerngebieten anzugreifen. Daraus ging die Legion of the Blue and White Shirts hervor. Andere britische Juden traten trotz ideologischer Vorbehalte in die Communist Party of Great Britain (CPGB) ein, weil diese den „Kampf zu den Faschisten tragen“ wollte. Dies versuchte auch die Independent Labour Party, nachdem sie anfangs mit der BUF debattiert hatte. Strikt antifaschistisch agierte auch die kleine Socialist League. Hinzu kamen Straßenbanden jüdischer Jugendlicher, etwa in Whitechapel (London). Im September 1934 überwältigte eine Menge von 120.000 Antifaschisten im Londoner Hyde Park eine Zusammenkunft der BUF. Dies gelang Antifaschisten auch in kleineren Städten. 1936 verhinderten sie 57 von 117 BUF-Konferenzen. Dabei half ihnen das damalige britische Recht, das der Polizei bei Aufruhrgefahr Veranstaltungsverbote erlaubte.
Infolge des Schwenks Stalins zur Volksfrontpolitik begrüßte die CPGB den Parlamentarismus und bot der Labour Party eine Koalition an. Diese lehnte ab, aber die CPGB blieb danach distanziert gegenüber direkten Aktionen gegen BUF-Treffen. Im Oktober 1936 wollte die BUF durch das jüdische Stadtviertel Londons East End marschieren. Das Jewish People's Council Against Fascism and Anti-Semitism (JPC), das EMAF und andere jüdische Organisationen starteten eine Petition dagegen, die in zwei Tagen 77.000 Unterschriften erhielt. Nachdem die Regierung ein Verbot des BUF-Marsches abgelehnt hatte, mobilisierten die Initiatoren für eine Blockade dagegen. Die CPGB wollte sich nicht daran beteiligen. Erst auf massiven Protest aus den eigenen Reihen hin stimmte sie der Blockade zu. Am 4. Oktober 1936 beteiligten sich rund 100.000 Antifaschisten daran und zwangen die Polizei in der Schlacht in der Cable Street mit koordinierter Gegenwehr, den Marsch von etwa 6000 BUF-Anhängern aufzulösen.

### Spanien
Die 1931 gegründete Zweite Spanische Republik wurde von den entmachteten Kräften der Rechten von Beginn an bekämpft. Dem erfolglosen Putschversuch einiger antirepublikanischer Militärs im August 1932 folgte 1934 ein Rechtsruck der Regierung. Diese unterdrückte einen Generalstreik und den Asturischen Bergarbeiterstreik mit Hilfe der Armee unter General Francisco Franco, die über tausend Menschen tötete. Damals wurde der Gruß mit der emporgereckten geballten Faust zum Zeichen des antifaschistischen Protests. Bei den folgenden Parlamentswahlen im Juli 1936 siegte eine Volksfront von Liberalen, Sozialisten und Kommunisten. Daraufhin begann Franco einen weiteren Militärputsch, für den er sich auf die faschistische Falange stützte und massive Militär- und Finanzhilfen von Italien und Deutschland erhielt. Mussolini entsandte die Corpo Truppe Volontarie (CTV) mit 35.000 Mann und schweren Waffen, und das NS-Regime unterstützte Franco mit der Legion Condor, einem Luftwaffen-Verband der Wehrmacht.

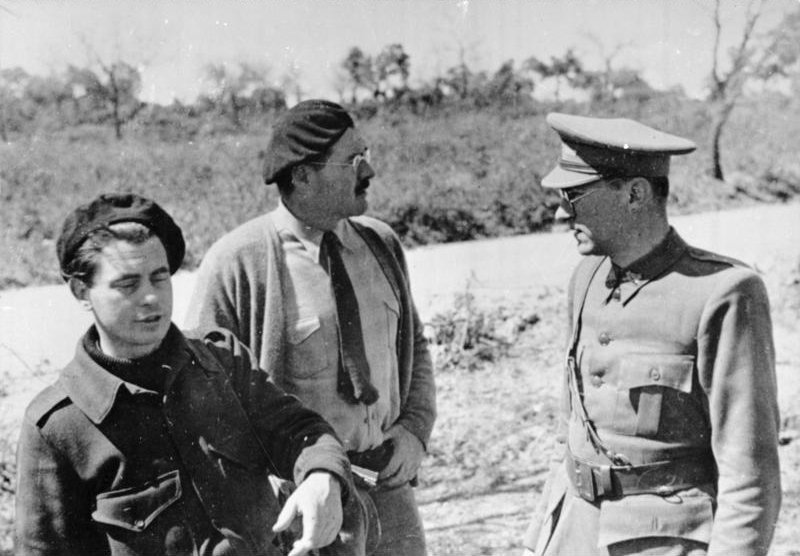
Joris Ivens, niederländischer Filmregisseur (links), Ernest Hemingway und Ludwig Renn (rechts) bei den Internationalen Brigaden

Während Francos Vormarsch auf die Hauptstadt Madrid einigten sich der sozialistische Gewerkschaftsverband Unión General de Trabajadores (UGT) und die anarchistische Confederación Nacional del Trabajo (CNT) auf einen gemeinsamen bewaffneten Widerstand, um die Republik zu retten und zugleich eine soziale Revolution einzuleiten, zunächst im Raum Aragon, Katalonien und Valencia. Freiwillige aus dem Ausland bildeten Internationale Brigaden zur Unterstützung der Republikaner, die in der Schlacht bei Guadalajara im März 1937, verstärkt durch internationale Milizionäre wie das Dąbrowski-Bataillon und das Garibaldi-Bataillon, ihren letzten größeren Sieg errangen. Der Ruf No pasaran! („Sie werden nicht durchkommen!“) wurde zur Parole der Antifaschisten, die durch das überparteiliche, am 21. Juli 1936 gegründete 15-köpfige Zentralkomitee der antifaschistischen Milizen Kataloniens repräsentiert wurden. Wenige Tage später schlossen sich Kunstschaffende und bürgerliche Intellektuelle zur Allianz der antifaschistischen Intellektuellen (Alianza de Intelectuales Antifacistas) zusammen.
Infolge des Schwenks der Komintern zur Volksfrontpolitik koalierte die bis dahin unbedeutende Partido Comunista de España (PCE) 1936 mit den Sozialisten und Liberalen, lehnte aber deren direkte Schritte zur Enteignung von Großgrundbesitzern und Großunternehmen als verfrüht ab und trennte somit bewaffneten Antifaschismus von sozialer Revolution. Die kleinere trotzkistische Partido Obrero de Unificación Marxista (POUM) dagegen unterstützte die CNT. Nur zögernd unter dem Druck der Komintern unterstützte Stalin die antifaschistischen Kräfte in Spanien. Er entsandte Berater und lieferte (vielfach veraltete und unbrauchbare) Militärgüter. Da nur die Sowjetunion und Mexiko die Antifaschisten materiell unterstützten, gewann die PCE an Einfluss und übernahm die Organisation der Internationalen Brigaden, an denen etwa 40.000 Menschen aus 53 Staaten teilnahmen.
Während des Großen Terrors in der Sowjetunion verübten der sowjetische Militärgeheimdienst GRU und Agenten des NKWD auch in Spanien Anschläge auf antistalinistische Linke oder verschleppten sie in Geheimgefängnisse. Im Mai 1937 beschlagnahmte die PCE-nahe katalanische Polizei die Telefonzentrale Barcelonas und löste damit tagelange Kämpfe mit CNT- und POUM-Anhängern aus. Obwohl der Konflikt beigelegt wurde, zerbrach die antifaschistische Einheit der Monate zuvor daran. Dies trug erheblich zum Sieg Francos (Februar 1939) bei.
Bis zu 3500 der etwa 5000 deutschen Brigadisten waren KPD-Mitglieder. Nach Francos Sieg kehrten die meisten Brigadisten nicht in ihre Herkunftsländer zurück, wo sie verfolgt worden wären, sondern zogen nach Frankreich. Dort wurden sie ab 1940 vom Vichy-Regime in Lagern interniert und an die Gestapo ausgeliefert. Viele, die fliehen konnten, schlossen sich der französischen Résistance an.

## Deutschland seit 1945

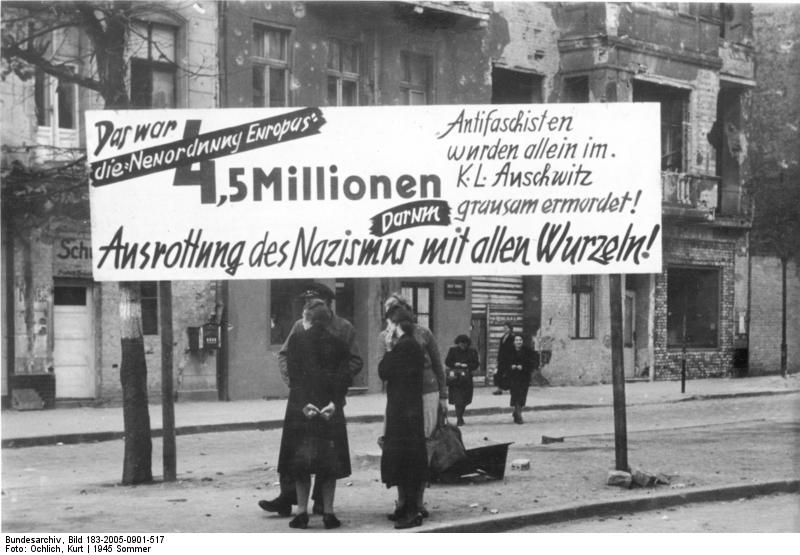
Sommer 1945: Antifa-Plakat zu NS-Verbrechen im Vernichtungslager Auschwitz mit Bezug auf den Schwur von Buchenwald

### Antifaschistische Aktionsausschüsse
Die unmittelbare Nachkriegszeit in Deutschland war von einem antifaschistischen Grundkonsens bestimmt, bei dem die politischen Ziele der Alliierten mit denen überlebender Antifaschisten aus den KZs, Exilgruppen und Vertretern der Arbeiterbewegung in wieder oder neu zugelassenen Parteien ohne Absprachen auffällig übereinstimmten. Das Buchenwalder Manifest formulierte diesen Konsens im April 1945 als „Schwur“:

„Die Vernichtung des Nazismus mit all seinen Wurzeln ist unsere Losung. Der Aufbau einer neuen Welt des Friedens ist unser Ziel. Das sind wir unseren gemordeten Kameraden, ihren Angehörigen schuldig.“

Ebenso verbreitet war die Parole „Nie wieder Faschismus! Nie wieder Krieg!“, die Antifaschismus mit Antimilitarismus verknüpfte.
Die Entnazifizierung galt als vordringliche Aufgabe. Dazu bildeten sich in vielen deutschen Städten spontan Antifaschistische Aktionsausschüsse, damals abgekürzt Antifa. Sie wollten
- alle organisatorischen, institutionellen und kulturellen Reste des NS-Regimes auflösen und verbieten, darunter auch die gesamte Wehrmacht,
- die Haupttäter in Politik, Militär, Verwaltung und Wirtschaft streng bestrafen,
- Nationalsozialisten und deren Kollaborateure aus allen öffentlichen Ämtern entfernen und durch zuverlässige Antifaschisten ersetzen,
- jede faschistische Propaganda verbieten,
- über die Ursachen, Verbrechen und Ziele des Faschismus aufklären.

Die Forderung eines Verbots der Wehrmacht nahmen einige deutsche Länder, die sich in den nächsten Jahren bildeten, in ihre Verfassungen auf.
Nach westlicher Forschung gab es mindestens 137, nach DDR-Forschung mindestens 500 lokale und regionale Antifa-Gruppen in den vier Besatzungszonen. Sie entstanden unabhängig von den traditionellen Parteien und Gewerkschaften, teils schon in der Schlussphase des NS-Regimes oder kurz danach, als provisorische Verwaltungsorgane und Träger einer Neuordnung in Deutschland. Ihre Träger waren meist Arbeiter, aber auch Bürgerliche und linksgerichtete Christen. Sie organisierten sich als lokale Selbsthilfeinitiativen, Betriebsausschüsse und Ableger der im Krieg entstandenen Organisation Nationalkomitee Freies Deutschland. Nachdem das NS-Regime nicht innenpolitisch aufgehalten und gestürzt werden konnte, wollten sie die bisherige Spaltung der deutschen Arbeiterbewegung in Kommunisten und Sozialdemokraten basisdemokratisch überwinden und den antifaschistischen Grundkonsens gegenüber den übrigen Deutschen und den Alliierten fördern. Dazu boten sie deren Militärverwaltungen von sich aus Zusammenarbeit beim Aufbau eines demokratischen Deutschlands an. Die Geheimdienste der USA erkannten darin ein „neues soziales Phänomen“, das ihrer Annahme einer völlig von der NS-Ideologie beherrschten, politisch teilsnahmslosen deutschen Bevölkerung widersprach. Sie empfahlen, diese „aktivsten Kräfte im politischen Leben Deutschlands“ nicht zu unterdrücken, sondern für den Aufbau eines zuverlässigen Verwaltungsapparats zu nutzen. Vielfach übernahmen die Antifa-Ausschüsse anfangs die Rolle von Betriebs- und Ortsverwaltungen, die für Nahrung, Unterkünfte, Reparaturen und Ersetzung von Amtspersonen sorgten. Die Westalliierten nutzten sie ohne Mitspracherechte als Zuträger und Beiräte der von ihnen eingesetzten unpolitischen Verwaltungen. In der SBZ wurden sie einem von der KPD dominierten Partei- und Staatsapparat untergeordnet. Sie erhielten also keine Chancen, den Gesellschaftsaufbau mitzugestalten. Anders als die Rätebewegung 1918/19 konnten sie keine politische Massenbewegung anstoßen, fanden keine einheitliche Organisationsform und kein wirksames Konzept zur Einigung der Arbeiterbewegung.
Im Sommer 1945 ließen die Militärverwaltungen die traditionellen Parteien und Gewerkschaftsorganisationen wieder zu. Zuerst die US-amerikanische, dann die britische Verwaltung verboten die Antifagruppen wieder. Wegen des hohen Anteils sozialistischer und kommunistischer Offiziere aus der Résistance folgte ihnen die französische Verwaltung erst später. Die sowjetischen Behörden forderten zwar die Auflösung der Antifa-Initiativen, aber selten mit Unterdrückungsmaßnahmen, sondern durch ihre Integration und Mitarbeit in den Kommunalverwaltungen, den Stadt- und Gemeindeausschüssen sowie „Blockausschüssen“ der „antifaschistisch-demokratischen Parteien“. Die Verbote entzogen ihnen Legitimation und überregionale Einflussmöglichkeiten. Im Potsdamer Abkommen (2. August 1945) vereinbarten die Alliierten zwar ihre gemeinsame Verantwortung für die Demilitarisierung, Entnazifizierung, Dekartellierung und Demokratisierung Gesamtdeutschlands, um jeden Wiederaufstieg des Faschismus strukturell auszuschließen. Bis dahin hatten sie jedoch schon die alten Verwaltungseinheiten und bürokratischen Strukturen erneuert, die in den Westzonen die kommunalen Wirtschaftsverbände, in der SBZ eine Einheitspartei unterstützten. In der Folgezeit bevorzugten sie gegen ihre Absprachen jeweils jene zentral geführten Parteien und Verbände, die sich am besten in das je eigene wirtschaftliche und politische System integrieren ließen. Die radikale Entnazifizierung und der Aufbau einer funktionierenden Verwaltung gerieten so rasch in einen Widerspruch, der zur Aufgabe des antifaschistischen Konsenses führte.
Ab August 1945 erlaubte und förderte die Sowjetische Militäradministration in Deutschland (SMAD) Antifaschistische Jugendausschüsse, die ihre Leiter selber wählen durften. Sie sollten möglichst viele deutsche Jugendliche humanistisch erziehen und für den Wiederaufbau eines demokratischen Gesamtdeutschland gewinnen. Sie wurden die Keimzellen der späteren Freien Deutschen Jugend.
Auf gemeinsame alliierte Anordnung wurden vielen Stadtverwaltungen seit Sommer 1945 „Ausschüsse für die Opfer des Faschismus“ (OdF) angegliedert, die Behörden und politische Vertretungsorgane zugleich waren. Sie leisteten Sozialfürsorge, Aufklärungsarbeit über das NS-Regime, fahndeten nach NS-Verbrechern und organisierten Gedenkveranstaltungen. Auf Initiative politisch Verfolgter und des Berliner „Hauptausschusses der Opfer des Faschismus“ wurde mit dem 9. September 1945 der „Tag der Opfer des Faschismus“ eingeführt, den in Berlin alle neu zugelassenen Parteien, die jüdische Gemeinde, die Kirchen und Gewerkschaften trugen. An diesem deutschlandweiten Gedenktag beteiligten sich Hunderttausende. Die damaligen Medien berichteten breit darüber. Dieses Gedenken bildete erstmals ein „Gegengewicht zu dem weit verbreiteten diffusen Gefühl der ‚deutschen Katastrophe‘“ und einer „Schlussstrichmentalität“. 1947 wurde die gesamtdeutsche überparteiliche Vereinigung der Verfolgten des Naziregimes – Bund der Antifaschistinnen und Antifaschisten (VVN) gegründet. Der „Tag der Opfer des Faschismus“ wurde in der DDR staatlicher Feiertag.

### Antifaschistische Parteiprogramme

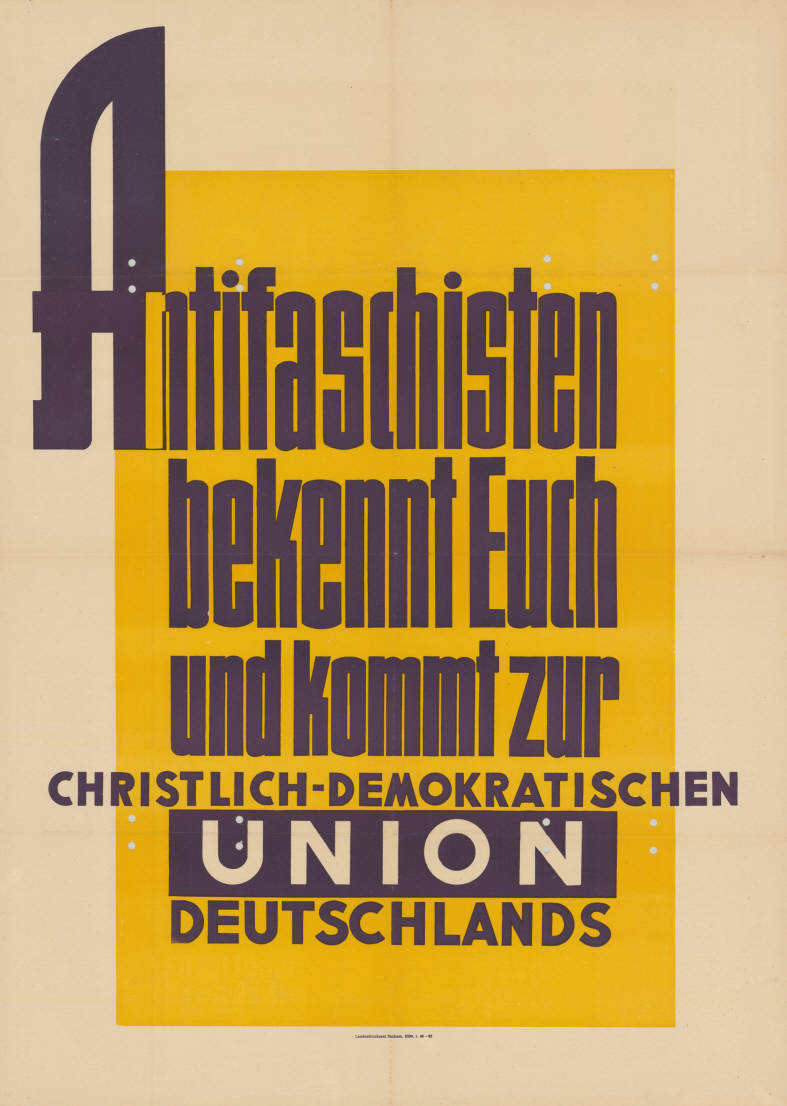
Plakat der Ost-CDU, Januar 1946 (Archiv für Christlich-Demokratische Politik der Konrad-Adenauer-Stiftung)

Die ab Juli 1945 neu oder wieder gebildeten demokratischen politischen Parteien hatten anfangs sehr ähnliche antifaschistische und zugleich antikapitalistische Ziele und Vorstellungen. So verwarfen die ersten Programme der CDU gleich zu Beginn das kapitalistische Wirtschaftssystem, forderten stattdessen einen christlichen Sozialismus, staatliche Wirtschaftsplanung, weitgehende Mitbestimmungsrechte der Arbeiter und die Vergesellschaftung von Bergbau und Metallindustrie. Ähnlich lauteten die Forderungen von SPD und KPD. Letztere betonte die Notwendigkeit, die bürgerlichen Freiheitsrechte zu vollenden, und lehnte es ab, „Deutschland das Sowjetsystem aufzuzwingen“. Als Lehre aus dem Faschismus sollte eine Machtkonzentration des Monopolkapitalismus dauerhaft verhindert werden. Daher waren die Enteignung, mindestens Entflechtung von Großkonzernen, staatliche Eingriffe und parteiübergreifende Zusammenarbeit zu diesem Ziel weitgehend Konsens zwischen KPD, SPD und CDU.
Diese Zusammenarbeit wurde jedoch unter anderem durch die aufkommende Teilung Deutschlands verhindert. Der SPD-Vorsitzende Kurt Schumacher vertrat einen strikten Antikommunismus und lehnte Koalitionen mit der KPD und der CDU unter den vor 1945 verfolgten Antifaschisten Karl Arnold und Jakob Kaiser ab. Die Gruppe der Moskauer Exilkommunisten um Walter Ulbricht lehnte ihrerseits Vorstöße aus der Ost-SPD zu einer antifaschistischen Einheitspartei zunächst ab, um ihre Organisation für spätere Hegemonie aufzubauen.

### Adenauer-Ära in Westdeutschland
1948 verboten die britischen und US-Behörden den OdF-Tag für die Berliner West-Sektoren. Der West-Berliner Magistrat beteiligte sich nicht weiter und richtete stattdessen eine kleine Gedenkfeier in Plötzensee, dem Ort der Hinrichtung vieler Angehöriger des Widerstands gegen den Nationalsozialismus, aus.
Im Kalten Krieg setzte sich in der Bundesrepublik Deutschland inzwischen der Antikommunismus als einflussreiches Politikkonzept durch, in der DDR der Antifaschismus. Antikommunismus wurde im Westen quasi zur Staatsdoktrin erhoben. Antifaschismus erhielt dieselbe Bedeutung im Osten. Daraus ergaben sich jeweils Konsequenzen für den Umgang mit dem völkischen und NS-Erbe. Antikommunismus bildete eine Schnittmenge des NS-Regimes mit westalliierter antikommunistischer Politik. Die Fortführung des Antikommunismus ermöglichte anders als der traditionell eng mit ihm verknüpfte, aber durch die Massenverbrechen kompromittierte Antisemitismus eine Kontinuität, die in der Adenauer-Ära gesellschaftlich beliebt und politisch erwünscht war. Antikommunismus unterstützte und legitimierte die Verdrängung der NS-Vergangenheit, die mit dem Übergang von der Bestrafung zur Begnadigung und zur Wiedereinstellung NS-Belasteter auf allen Ebenen stattfand. Wiedereingestellt wurden nach groben Mindestangaben bereits bis 1950 mehr als 430.000 zunächst als NS-belastet Entlassene, davon mehr als 200.000 Beamte. 1951 konnten 98 Prozent der noch verbliebenen Ex-Nationalsozialisten aufgrund des 131er-Gesetzes in den Staatsdienst zurückkehren oder wurden pensionsberechtigt. Nach Auskunft von Andreas Wirsching, Direktor des Instituts für Zeitgeschichte, blieben allein im Bundesinnenministerium 60 bis 70 Prozent der leitenden Beamten über das NS-Ende hinaus im Amt. Diese Begnadigten, Wiedereingestellten und mit guten Pensionen Versehenen waren durchweg entschiedene Antikommunisten. Wenig beliebt in der Mehrheitsbevölkerung war die Entschädigung der NS-Opfer, die zudem als politisch Verfolgte zumeist linke Antifaschisten waren. Nur ein Bruchteil wurde entschädigt, oft nach langjährigen zermürbenden Verfahren.
Der westliche Antikommunismus führte 1956 in der Bundesrepublik zum KPD-Verbot. Bereits 1951 war deren Jugendorganisation, die FDJ, verboten worden, nachdem 1951 die Straftatbestände „Hochverrat“, „Staatsgefährdung“ und „Landesverrat“ mit dem Ersten Strafrechtsänderungsgesetz („Blitzgesetz“) überarbeitet worden waren. Es wurden Straftatbestände aus der Zeit des NS-Regimes, die die Alliierten zunächst außer Kraft gesetzt hatten, wieder eingeführt. Die Bundesrepublik war nun innerhalb des Westens – sieht man von den Einparteien-Diktaturen in Portugal und in Spanien ab – der einzige europäische Staat mit einem Verbot der Kommunistischen Partei und einer daraus hervorgehenden Kommunistenverfolgung. Zeitweilig wurden monatlich 1,2 Millionen Postsendungen aus der DDR „angehalten“ und überprüft. In den 1950er und 1960er Jahren wurden etwa 80 tatsächlich oder angeblich kommunistische Organisationen verboten, mindestens 125.000 Verfahren gegen Kommunisten, Linkssozialisten und andere mit dem Verdacht linker Sympathien belegte Personen eröffnet und weit mehr als 7.000 Verurteilungen zu Haftstrafen ausgesprochen. Die davon Betroffenen waren als Antifaschisten häufig bereits unter dem NS-Regime verfolgt worden. Der Repression ausgesetzt war auch die wichtigste Organisation der von den Nationalsozialisten Verfolgten, die antifaschistische VVN. Wenn es auch nicht gelang, sie zu verbieten, so waren ihre Mitglieder doch Berufsverboten und anderen Formen öffentlicher Ächtung ausgesetzt.
Dies setzte sich auch fort, als im Zuge der Normalisierung der Beziehungen zwischen den beiden deutschen Staaten mit der DKP eine Neugründung einer kommunistischen Partei in Westdeutschland möglich wurde. Begleitend wurden Ausgrenzung und Repression von Linken, vor allem aber von Kommunisten, durch einen „Radikalenerlass“ fortgeführt (1972), der Berufsverbote ermöglichte. Damit einher gingen die Observierung Verdächtiger durch westdeutsche Nachrichtendienste und die öffentliche Ächtung auch von Menschen mit antifaschistischem Selbstverständnis als „kommunistisch beeinflusst“ und „DDR-gesteuert“. Die VVN als einzige bundesweite parteiübergreifende antifaschistische Organisation zerfiel dennoch nicht und konnte ihre Tätigkeit fortsetzen.

### DDR
In der DDR war der Antifaschismus Staatsdoktrin. Da anders als in der Bundesrepublik der Staat seine Existenz weder durch Wahlen noch durch ökonomische Erfolge zureichend rechtfertigen konnte und der Marxismus-Leninismus wenig Überzeugungskraft in der Bevölkerung entfaltete, wurde der Antifaschismus das zentrale Mittel der politischen Legitimation der DDR. Dabei ging man vom marxistischen Verständnis des Begriffs aus, wonach Faschismus ein Instrument der Kapitalistenklasse ist. Der kommunistische Widerstand gegen den Nationalsozialismus wurde so zum Gründungsmythos der DDR. Dabei wurden alle störenden Motive ausgeblendet, wie die partielle Zusammenarbeit von Kommunisten und Nationalsozialisten in den frühen 1930er Jahren oder der Hitler-Stalin-Pakt. Der marxistische Faschismusbegriff und das Legitimationsinteresse, das die DDR damit verband, verhinderte auch, dass die DDR-Geschichtswissenschaft den Holocaust als das zentrale Ereignis der Zeit des Nationalsozialismus und den Rassismus als ausschlaggebendes Motiv des NS-Regimes wahrnahm: Sie deutete dessen Politik stattdessen ökonomistisch verengt nach den Klasseninteressen, die es verfolgt hätte. Das Selbstverständnis der DDR als „Hort des Antifaschismus“ trug dazu bei, dass in Forschung und Unterricht die Strukturgeschichte des NS-Staates, etwa zur Gleichschaltung oder zu den staatlichen Jugendorganisationen, vernachlässigt wurde, da sich sonst Parallelen zur aktuellen Lebenswirklichkeit gezeigt hätten.
Ihr antifaschistischer Gründungsmythos erlaubte der DDR, die Bundesrepublik als Staat derselben Kräfte zu denunzieren, die den Faschismus in Deutschland an die Macht gebracht hätten: zum einen, weil tatsächlich ehemalige Nationalsozialisten in Westdeutschland in hohe Positionen aufgerückt waren, zum anderen, weil der Kapitalismus dort nicht zerschlagen war und deshalb angeblich jederzeit ein neuer Faschismus möglich sei. Dieses Verständnis von Antifaschismus prägte den offiziellen Sprachgebrauch. Das politische System der DDR wurde als „antifaschistische Struktur“ bezeichnet, der Aufstand vom 17. Juni 1953 ging als „faschistischer Putschversuch“ in die parteioffizielle Geschichtsschreibung ein und die Berliner Mauer wurde als „antifaschistischer Schutzwall“ bezeichnet. Der Historiker Bernd Faulenbach spitzte den gegen die Bundesrepublik gerichtete Antifaschismus der DDR in der Formulierung zu: „Hitler war gleichsam ein Westdeutscher geworden.“
Diese Verwendung des Faschismus-Begriffs zur Legitimierung des eigenen Systems nennt der Historiker Ilko-Sascha Kowalczuk eine Instrumentalisierung der Geschichte des „Dritten Reiches“. Die „verklärende Heldensage des Antifa-Mythos“ (Hans-Ulrich Wehler) verblasste indes rasch, weshalb das SED-Regime, um sich an der Macht zu halten, ab den 1970er Jahren eine „sozialistische Sozialpolitik“ entwickelte, die „Einheit von Wirtschafts- und Sozialpolitik“. Nach Eckhard Jesse blieben die antifaschistischen Werte aber weiterhin wichtig, da das Regime und große Teile der Bevölkerung sie teilten.
Die Kontinuität NS-volksgemeinschaftlicher Haltungen in der Bevölkerung über 1945 hinaus und fachlicher Expertenbedarf bewirkten aber auch in der DDR den institutionellen Fortbestand ehemaliger NSDAP-Mitglieder und Mitläufer. Diesen blieb allerdings „in aller Regel die Rückkehr in den Bereich der inneren Verwaltung, den Polizei- und Justizapparat oder als Lehrer in den Schuldienst“ aufgrund des staatlichen Antifaschismus verwehrt. In der Lehrerschaft gab es jedoch unter der Decke der Entnazifizierung auch im Osten viel Kontinuität. Auch die zweite deutsche Diktatur stand tief in den Traditionen des Obrigkeitsstaats, des Antiparlamentarismus, des Illiberalismus und des Militarismus, die den inneren Kern des „deutschen Sonderwegs“ ausgemacht hatten und die in der Bundesrepublik Deutschland abgeschwächt und schließlich weitgehend überwunden wurden. Antiwestliche Orientierungen wurden in der DDR teilweise bewusst weitergepflegt, während sich Westdeutschland zunehmend der westlichen politischen Kultur öffnete. Traditionale deutsche Mentalitäten und Orientierungen waren in der DDR stärker bewahrt worden als in der offenen Gesellschaft Westdeutschlands, auch waren die DDR-Intellektuellen ungleich weniger mit dem westlichen Denken in Berührung gekommen.
Eine Ost-West-Differenz spiegelt sich auch im justiziellen Umgang mit den NS-Verbrechen. „12.890 rechtskräftigen Urteilen bei etwa 17 Millionen Einwohnern in der DDR … stehen etwas mehr als 6.500 rechtskräftige Urteile in der BRD mit gut 60 Millionen Einwohnern gegenüber.“ Dabei sei zu berücksichtigen, „dass viele mutmaßliche NS-Verbrecher Zuflucht in Westdeutschland gesucht und gefunden haben und im Westen durch Tricks alte Nazis ganze Verfahren … erfolgreich hintertrieben haben“, wie Heiner Lichtenstein feststellte. In einer jüngeren Untersuchung (2016) bekräftigte der Historiker Klaus Bästlein das prozentual durchweg höhere Ausmaß an Strafverfolgung von NS-Verbrechen in der ehemaligen DDR: „So urteilte der Osten im Verhältnis mehr als zwei Mal so viele Personen wegen NS-Tötungsverbrechen ab als der Westen.“ Von den etwa 60.000 justiziellen NS-Todesurteilen wurde nach Helmut Kramer vom Forum Justizgeschichte in Westdeutschland keins gesühnt. Ingo Müller kam zu dem generellen Fazit, dass die wie auch immer „belasteten Nazis natürlich vor den Sowjets mehr Angst hatten und daher von selbst in die Westzonen kamen“, zumal die sowjetischen Militärbehörden und dann die DDR eine antifaschistische „Null-Lösung“ in der Wiedereinstellungsfrage praktiziert hätten, wie sie „schon früh von den West-Alliierten verworfen“ worden sei.
Noch in der DDR gründete sich im Mai 1990 der Bund der Antifaschisten (BdA). In seinem Programm verurteilte er den ritualisierten Antifaschismus der DDR, der „als Deckmantel für Machtmißbrauch, Willkür und Ausgrenzung“  instrumentalisiert worden sei. Am Ende der DDR versuchte die nun in Sozialistische Einheitspartei Deutschlands – Partei des Demokratischen Sozialismus  umbenannte Staatspartei sich erneut antifaschistisch zu legitimieren: Nachdem das Sowjetische Ehrenmal im Treptower Park in Berlin mit antisowjetischen Parolen beschmiert worden war, organisierte sie eine Massendemonstration mit 250.000 Teilnehmern, um vor einem angeblich aufkommenden Neofaschismus zu warnen. Der Versuch misslang, die Demonstrationen der DDR-Opposition nahmen nicht ab. Verbreitet vermutete man, dass die Schmierereien von Regierungsanhängern selbst angebracht worden seien, um die Antifaschismus-Karte noch einmal spielen zu können. Nach der deutschen Wiedervereinigung stellte sich heraus, dass der „staatlich verordnete Antifaschismus“ (Ralph Giordano) in der Bevölkerung der neuen Länder keine nachhaltigen Spuren hinterlassen hatte. In der ersten Hälfte der 1990er kam es dort zu einer Vielzahl rassistisch bedingter Übergriffen auf Aufnahmestellen für Asylbewerber und auf Menschen fremdländischen Aussehens, ab 1998 erzielten dort rechtsextreme Parteien wie die DVU und die NPD Wahlerfolge. Eckhard Jesse erklärt das damit, dass fremdenfeindliche Ressentiments in der Bevölkerung unter dem Signum von Antifaschismus und Völkerfreundschaft verleugnet worden waren und eine Auseinandersetzung mit ihnen dadurch unterblieben war: „So ergibt sich die merkwürdige Paradoxie, dass der „Antifaschismus“ von oben einen „Faschismus“ von unten begünstigt hat.“.

### APO
In der Bundesrepublik löste die Studentenbewegung nach der Spiegel-Affäre 1962, in der sie die Pressefreiheit bedroht sah, eine Außerparlamentarische Opposition (APO) aus und setzte sich vermehrt mit der unverarbeiteten NS-Vergangenheit auseinander. Sie bekämpfte unter anderem den Wiederaufstieg vieler ehemaliger Nationalsozialisten in Politik, Justiz und Verwaltung, die Schlussstrichdebatten bei den Auschwitzprozessen, die neugegründete NPD, die Notstandsgesetze, den Vietnamkrieg der USA und die autoritäre Verfasstheit vieler Hochschulen. Gleichzeitig entstanden neue, antiautoritäre Aktionsformen, mit denen sich teilweise auch die VVN-BdA, die DGB-Jugend, GEW-Jugend, Naturfreunde, Jusos, JungdemokratInnen/Junge Linke, Sozialistische Deutsche Arbeiterjugend und andere solidarisierten.

### 1970er Jahre
In den 1970er Jahren kam es zu Demonstrationen gegen die Berufsverbote (ab 1972), gegen das Regime Augusto Pinochets (nach dem Militärputsch in Chile 1973), für die Nelkenrevolution in Portugal (1974), für den „30. Jahrestag der Befreiung von Hitlerfaschismus und Krieg“ (8. Mai 1975), gegen Bundeswehr-Kontakte zu Vertretern der Wehrmacht, der Waffen-SS und der HIAG (zum Beispiel in der Rudel-Affäre 1976). Proteste gegen und Blockaden von NPD-Veranstaltungen hatten schon zwischen 1966 und 1969 öfter zehntausende Teilnehmer erreicht. Nach dem nicht verhinderten „Deutschland-Treffen“ der NPD (17. Juni 1977) erzwangen rund 40.000 Gegendemonstranten 1979 das Verbot eines weiteren NPD-Aufmarsches in Frankfurt am Main.

### 1980er Jahre
Im Mai 1980 veranstaltete die Vereinigung der Verfolgten des Naziregimes – Bund der Antifaschistinnen und Antifaschisten (VVN-BdA) in Mannheim den Kongress „Wie Faschismus entsteht – und verhindert wird“. Dort erklärte der Faschismusforscher Reinhard Kühnl, Antifaschismus habe zusammen mit dem Kampf für Frieden das größte Bündnispotential. Anlässlich der Bundestagswahl 1980 richtete sich die Kampagne Stoppt Strauß! gegen die Kanzlerkandidatur von Franz Josef Strauß. Die Kampagne bezeichnete Strauß als „Exponent und Führer der reaktionärsten Kräfte in Großkapital, Politik und Militär“. Sie wurde von Antifaschisten und weiteren Kräften getragen und trug zur Wahlniederlage von Strauß bei.
Seit Helmut Kohls Kanzlerschaft (ab Oktober 1982) griffen Rechtsextremisten verstärkt die bundesdeutsche Erinnerungskultur zur NS-Zeit an. Zum 50. Jahrestag der nationalsozialistischen „Machtergreifung“ (30. Januar 1983) demonstrierten rund 100.000 Antifaschisten für „Nie wieder Faschismus – Nie wieder Krieg! Keine neuen Atomraketen!“. Die VVN-BdA beteiligte sich am Krefelder Appell und vielfältigen Aktionen der Friedensbewegung gegen den NATO-Doppelbeschluss. Die Jusos diskutierten das Thema Antifaschismus und beschlossen, diesen mit neuen sozialen Bewegungen einzubinden in eine Strategie zur Demokratisierung aller Lebensbereiche, um jeder Art von Faschismus die Basis zu entziehen. Zum 40. Jahrestag des Kriegsendes (8. Mai 1985) folgten Hunderttausende einem von 4000 Prominenten unterzeichneten Aufruf, dieses Datum als „Tag der Befreiung von Faschismus und Krieg“ zu begehen. Sie widersprachen damit den Nationalkonservativen, die wie Alfred Dregger (CDU) das Kriegsende als „eine der größten Katastrophen für Europa“ sahen, und Helmut Kohl, der seinen Besuch der Kriegsgräberstätte Bitburg-Kolmeshöhe mit US-Präsident Ronald Reagan am 5. Mai als „Versöhnung über den Gräbern“ auch von SS- und Wehrmachtsangehörigen verstanden hatte (siehe Bitburg-Kontroverse).

## Andere Staaten seit 1945

### Frankreich

Antifaschistisches Symbol der Section française de l'Internationale ouvrière, 1960er Jahre

1972 gründeten Jean-Marie Le Pen und Vertreter des Ordre Noveau die rechtsextreme Partei Front National (FN), die sich nach ihrem Vorläufer benannte und mit dem faschistischen Movimento Sociale Italiano (MSI) zusammenarbeitete. Nach dem verlorenen Algerienkrieg folgte der Kampf gegen nordafrikanische Einwanderer und Multikulturalität. Dazu diente der rassistische Ethnopluralismus in der um 1978 entstandenen Nouvelle Droite. Seitdem griffen rechtsextreme Skinheads mit der Kampagne La Chasse aux Beurs gezielt arabische oder nordafrikanische Einwanderer an. 1983 ermordeten sie 23 Menschen.
Infolge dieser Verbrechen wuchs der französische Antifaschismus wieder, der seit dem Pariser Mai 1968 keine Massen mehr mobilisiert hatte. 1982 bildeten farbige Jugendliche der Pariser Banlieues Selbstverteidigungsgruppen nach dem Vorbild der Black Panther Party in den USA. 1983 veranstalteten sie einen Marsch für Gleichheit gegen Rassismus. Daraus entstand 1984 die Nichtregierungsorganisation SOS Racisme, die dem linken Flügel der Parti Socialiste nahesteht. Diese vertrat jedoch zunehmend eine einwanderungsfeindliche Politik. 1985 bildeten linksradikale Punks eine antifaschistische Gruppe, die rechtsextreme Skinheads mit Gewalt aus ihren Wohnvierteln vertrieb. Sie standen den früheren Situationisten und der im selben Jahr gegründeten Section carrément anti Le Pen (SCALP) nahe. 1986 gründeten anarchistische Studenten die Gruppe RÉFLEX gegen den FN, deren Zeitschrift Reflexes bis heute besteht. Eine weitere Gruppe, die sich nach den Francs-tireurs et partisans (FTP) der Résistance nannte, beging Sprengstoffanschläge auf Büros der FN und Häuser ihrer Vertreter. Verschiedene anarchistische Gruppen bildeten 1992 das No-Pasaran-Netzwerk zur Koordination antifaschistischer Aktionen. Es war auch von parallelen Bemühungen der Autonomen in Deutschland, Italien und den Niederlanden inspiriert.

### Großbritannien
Der breite antifaschistische Nachkriegskonsens hinderte britische Faschisten 1945 in London nicht daran, Bomben- und Brandanschläge auf Synagogen zu verüben und britische Juden mit antisemitischen Plakaten (Jews must go!, War on the Jews!) als angebliche Verursacher und Profiteure des Krieges und der Nachkriegsnot anzugreifen. 14 während des Krieges verbotene faschistische Organisationen wurden wieder zugelassen, darunter die British League of Ex-Servicemen and Women. Dagegen gründete sich 1946 die militante antifaschistische 43 Group aus jüdischen Veteranen und Nichtjuden. Sie organisierte vorrangig direkte Aktionen gegen faschistische Treffen, aber auch Aufklärung und Gesetzgebungsinitiativen. Sie wuchs rasch und wurde so populär, dass andere Gruppen ihre Störmethoden übernahmen. 1947 verlegte die BUF ihre Treffen darum in abgeschirmte Innenräume. Doch mit gefälschten Tickets verschafften sich organisierte Antifaschisten Zugang und erzwangen, dass über die Hälfte der Treffen eingestellt wurden. Dies gelang auch, nachdem die BUF ihre Konferenzen unter falschen Namen abhielt. Getarnte 43 Group-Mitglieder stahlen BUF-Dokumente aus Mosleys Haus und deckten dessen Kontakte mit britischen Konservativen auf. Bis 1949 erreichten sie, dass die BUF sich nicht mehr Fascists nannte und stark schrumpfte. 1950 löste sich die 43 Group daher auf.
Ab 1954 wuchsen Nationalismus, Rassismus und Faschismus in Großbritannien infolge von Entkolonialisierung und Einwanderungswellen aus früheren britischen Kolonien erneut. Gegen die Kampagne Keep Britain White organisierten Nachbarschaften von ausländischen Arbeitern aus der Karibik Selbsthilfegruppen. Gegen die von Mosley-Anhängern gegründete League of Empire Loyalists bildete sich das Movement for Colonial Freedom. 1959 kehrte Mosley in die Politik zurück. Aus seiner neuen British National Party (BNP), die vor allem die Bewegung gegen die Apartheid bekämpfte, entstand 1962 das National Socialist Movement, aus dem später das British Movement hervorging. Dagegen bildeten Antifaschisten spontan das Yellow Star Movement (YSM), indem sie wie in den 1940er Jahren Judensterne als Zeichen der Solidarität mit attackierten Juden trugen. Das YSM spaltete sich bald an der Gewaltfrage: Der gewaltfreie Flügel schloss sich dem London Anti-Fascist Committee an. Die Militanten bildeten die 62 Group, die an die Methoden der 43 Group anschloss und ähnliche Erfolge erzielte.
1967 gründeten Vertreter der Racial Preservation Society und andere Rassisten die British National Front (BNF). Infolge einer Hetzrede des Tory-Abgeordneten Enoch Powell startete sie die Kampagne Stop the Asia Invasion gegen farbige Einwanderer vor allem aus Südasien, die 1974 in dem Marsch Send them back gipfelte. Dieser wurde von etwa 1500 Antifaschisten erfolgreich blockiert. Als Polizei einschritt, wurde Kevin Gately zu Tode getrampelt. Danach erhielten die NF ebenso wie antifaschistische Selbstverteidigungsgruppen enormen Zulauf, darunter das Southall Youth Movement, das sich an der Bewegung Black Power in den USA orientierte, das landesweite Asian Youth Movement, die United Black Youth League, die Brixton Black Women's Group und Blacks against State Harassment. Diesen Gruppen gelang es 1977, einen Marsch der BNF mit 6000 Teilnehmern durch das multikulturelle Stadtviertel Lewisham (London) zu blockieren und sie mit koordiniertem Vorgehen in die Flucht zu schlagen. Daraus entstand die Massenbewegung der Anti-Nazi League (ANL) mit hunderttausenden Anhängern, die auf Wahlen Einfluss nahm und direkte Aktionen gegen die BNF vollzog.

### Italien
In den 1970er Jahren entstand in Italien die vielfältige Bewegung Autonomia. Ideengeber waren marxistische Theoretiker wie Cornelius Castoriadis, Raya Dunayevskaya, Cyril Lionel Robert James und Mario Tronti. Zugehörige Gruppen grenzen sich mit einem strikt basisdemokratischen und antiautoritärem Praxiskonzept betont gegen die Linksparteien ab. 1977 organisierten die Stadtindianer Mietstreiks, Hausbesetzungen und Formen des selbstbestimmten Kaufverhaltens. Neue Strömungen des radikalen Feminismus organisierten 1976 die ersten Take back the Night-Märsche gegen jede Form sexueller Gewalt gegen Frauen.

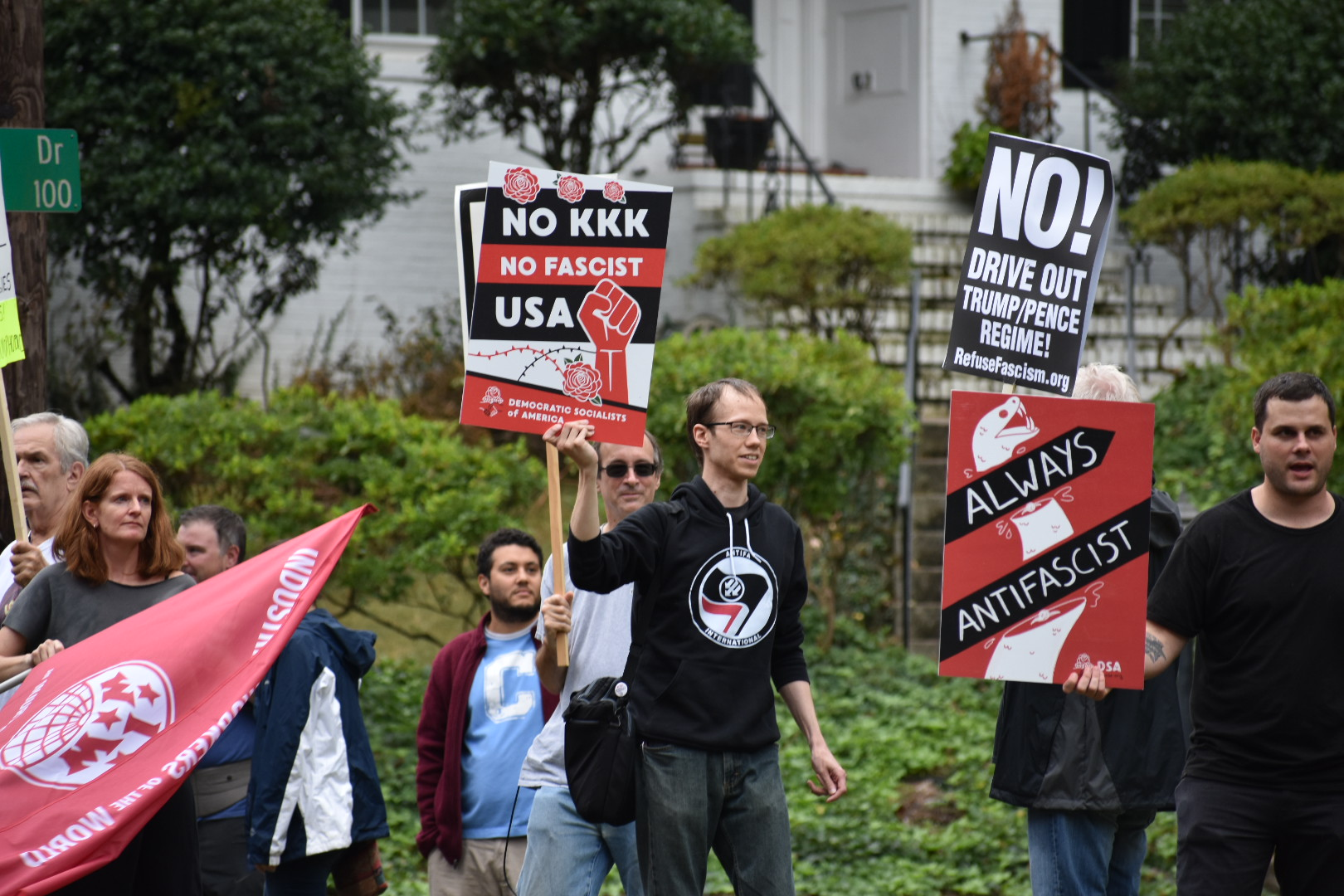
Demonstration gegen den Ku-Klux-Clan und US-Präsident Donald Trump in Greensboro, USA, 7. Oktober 2017